# Хошимін
Хошимін (англ. Ho Chi Minh City, в'єт. Thành Phố Hồ Chí Minh [tʰàn fǒ hò tɕǐ mɨ̄n] ( прослухати); до 1976 року — Сайго́н, в'єт. Sài Gòn [sàj ɣɔ̀ŋ] ( прослухати)) — найбільше місто В'єтнаму. Колишня столиця французького протекторату Кохінхіна (1862—1954) та Південного В'єтнаму (1954—1975). Місто розташоване на річці Сайгон (Сонг Сай Гон) на північ від дельти Меконгу, за 80 км від Південнокитайського моря. Торговий центр Шо Лон розташований на захід від міста. Він був відомий, як Прей-Нокор (кхмер. ព្រៃនគរ) до анексії в'єтнамцями в XVII столітті.

## Географія
Місто лежить між 10°10' і 10°38' пн. ш., 106°22' і 106°54' сх. д. Площа міста становить 2095 км² (0,63 % території країни). Розташоване у південно-східній частині В'єтнаму, за 1760 км (1090 миль) на південь від Ханоя. Середня висота над рівнем моря становить 19 м (62 футів). На півдні розташоване узбережжя Південнокитайського моря. Відстань від найпівнічнішої точки (комуни Phu My Hung, район Củ хі) до найпівденнішої (комуни Long Hòa, район Cần Giờ) — 102 км, і від найсхіднішої точки (округи Long Binh Ward, Район Дев'ять) до західної (комуни Bình Chánh, район Bình Chánh) — 47 км.[джерело?]

### Клімат
Місто знаходиться у тропічному кліматичному поясі, чітко виражені сезони. Середня вологість повітря понад 75 %. За сезон дощів випадає у середньому 1800 мм опадів (близько 150 дощових днів на рік). Зазвичай сезон дощів починається у травні і закінчується наприкінці листопада. Сухий сезон триває з грудня до квітня. Середня температура становить 28 °C, максимум температури іноді сягає 39 °C близько полудня наприкінці квітня, тоді як мінімум може впасти нижче 16 °C вранці наприкінці грудня.
| Клімат Хошіміна                                                                                                 | Клімат Хошіміна | Клімат Хошіміна | Клімат Хошіміна | Клімат Хошіміна | Клімат Хошіміна | Клімат Хошіміна | Клімат Хошіміна | Клімат Хошіміна | Клімат Хошіміна | Клімат Хошіміна | Клімат Хошіміна | Клімат Хошіміна | Клімат Хошіміна |
| Показник | Січ.            | Лют.            | Бер.            | Квіт.           | Трав.           | Черв.           | Лип.            | Серп.           | Вер.            | Жовт.           | Лист.           | Груд.           | Рік             |
| Абсолютний максимум, °C                                                                                         | 36,4            | 38,7            | 39,4            | 40,0            | 39,0            | 37,5            | 35,2            | 35,0            | 35,3            | 34,9            | 35,0            | 36,3            | 40,0            |
| Середній максимум, °C                                                                                           | 31,6            | 32,9            | 33,9            | 34,6            | 34,0            | 32,4            | 32,0            | 31,8            | 31,3            | 31,2            | 31,0            | 30,8            | 32,3            |
| Середня температура, °C                                                                                         | 26,0            | 26,8            | 28,0            | 29,2            | 28,8            | 27,8            | 27,5            | 27,4            | 27,2            | 27,0            | 26,7            | 26,0            | 27,4            |
| Середній мінімум, °C                                                                                            | 21,1            | 22,5            | 24,4            | 25,8            | 25,2            | 24,6            | 24,3            | 24,3            | 24,4            | 23,9            | 22,8            | 21,4            | 23,7            |
| Абсолютний мінімум, °C                                                                                          | 13,8            | 16,0            | 17,4            | 20,0            | 20,0            | 19,0            | 16,2            | 20,0            | 16,3            | 16,5            | 15,9            | 13,9            | 13,8            |
| Середня кількість сонячних годин на місяць                                                                      | 245             | 246             | 272             | 239             | 195             | 171             | 180             | 172             | 162             | 182             | 200             | 226             | 2489            |
| Норма опадів, мм                                                                                                | 13.8            | 4.1             | 10.5            | 50.4            | 218.4           | 311.7           | 293.7           | 269.8           | 327.1           | 266.7           | 116.5           | 48.3            | 1931.0          |
| Днів з опадами                                                                                                  | 2,4             | 1,0             | 1,9             | 5,4             | 17,8            | 19,0            | 22,9            | 22,4            | 23,1            | 20,9            | 12,1            | 6,7             | 155,6           |
| Вологість повітря, %                                                                                            | 72              | 70              | 70              | 72              | 79              | 82              | 83              | 83              | 85              | 84              | 80              | 77              | 78              |
| --- | --------------- | --------------- | --------------- | --------------- | --------------- | --------------- | --------------- | --------------- | --------------- | --------------- | --------------- | --------------- | --------------- |
| Джерело: Всесвітня метеорологічна організація, (mean temperature, sunshine, record high and lows, and humidity) |                 |                 |                 |                 |                 |                 |                 |                 |                 |                 |                 |                 |                 |

## Історія

### В'єтнамізація
Територія, яку займає місто Хошимін, довгий час була частиною королівства Камбоджа. На місці сучасного міста раніше були болота, які населяли кхмери до приходу в цю місцевість в'єтнамців у XVII столітті. У кхмерському фольклорі Південний В'єтнам було подаровано в'єтнамському уряду як придане за шлюб в'єтнамської принцеси, щоб кхмерський принц зупинив постійні напади і грабунки. 1623 року цар Камбоджі Чей Четта II (1618—1628) допускає на свою територію в'єтнамських біженців, що рятуються від громадянської війни у В'єтнамі. Переселенню в'єтнамських поселенців Камбоджа не могла перешкодити, бо була ослаблена війною з Таїландом. 1698 року в'єтнамці встановлюють адміністрацію в регіоні.

### Колоніальний період

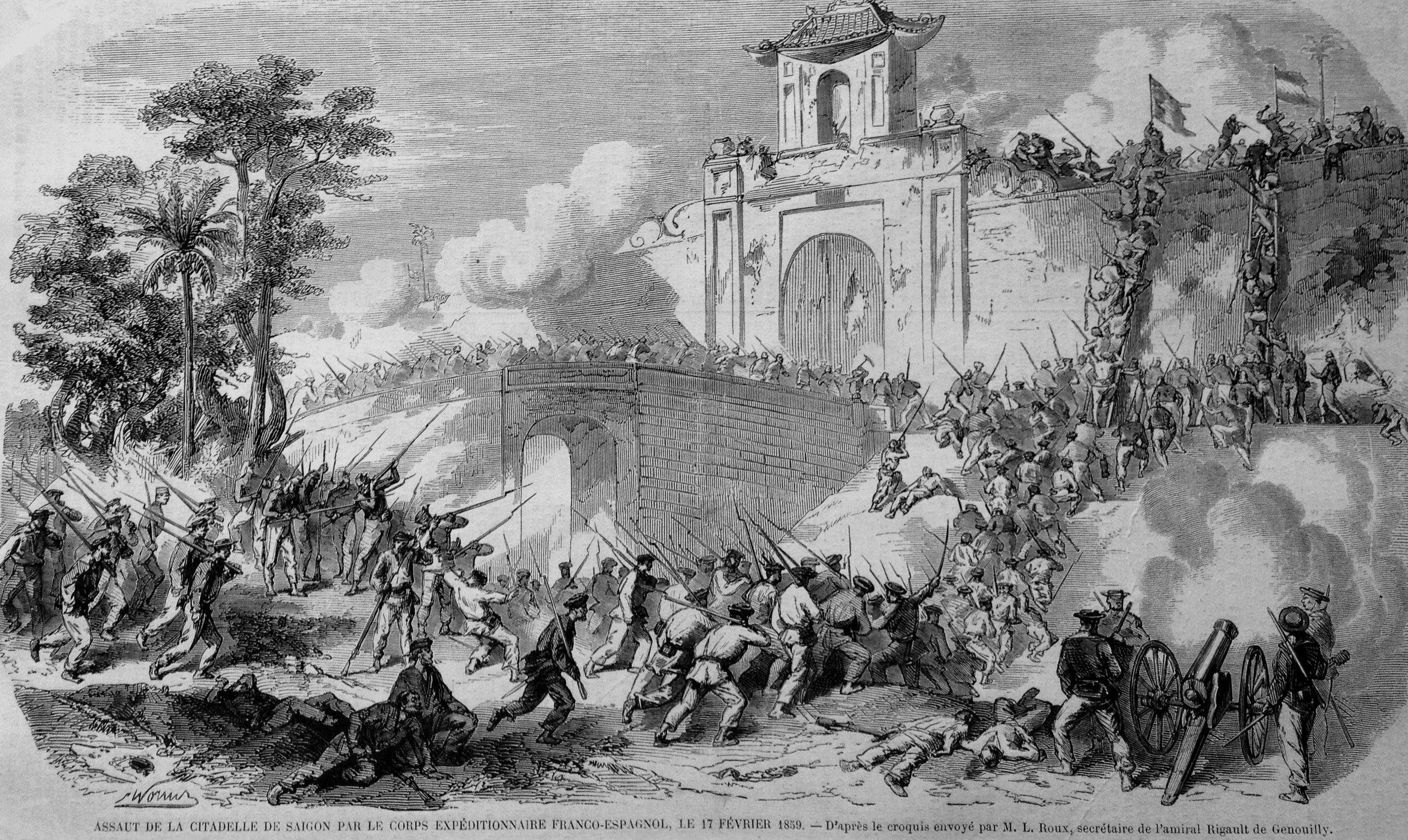
Малюнок французького захоплення Сайгона, 1859

У XVIII столітті були встановлені відносини з Францією, коли французькі купці та місіонери оселилися в регіоні. 1859 року місто було окуповане французами, а 1862 року було передане Франції в'єтнамським імператором Ту Дуком. Як столиця Кохінхіни, Сайгон було перетворено у важливе портове місто й урбаністичний центр з мальовничими віллами, дивовижними громадськими будинками і добре вимощеними бульварами, засадженими деревами. На північ та на південь від міста були споруджена залізниця і Сайгон став головним збірним центром для експорту рису, що вирощувався у дельті річки Меконг. У Сайгоні на 1929 рік проживало 123 890 жителів, серед них 12 тис. французів.
Друга Світова війна не зачепила Сайгон. 1940 року Сайгон окупували японці, але місцева французька колоніальна влада продовжувала керувати В'єтнамом до 1945 року, коли була інтернована японцями.

### Південний В'єтнам
Колишній імператор Бао Дай зробив Сайгон столицею В'єтнаму 1949 року, а себе проголосив головою держави. 1954 року В'єтмінь отримав контроль над Північним В'єтнамом. Сайгон було злито із сусіднім містом Чолон, населеним в'єтнамцями й китайськими емігрантами.

### Соціалістичний період

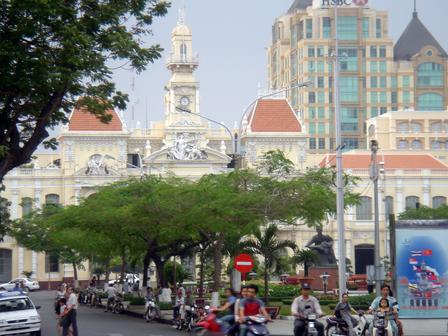
Центр Хошиміна

Під час В'єтнамської війни, 30 квітня 1975 року, місто перейшло під контроль Народної Армії В'єтнаму. Серед в'єтнамської діаспори і, зокрема серед емігрантів у США, ця подія часто називається «падінням Сайгона», тоді як у Соціалістичній Республіці В'єтнам офіційно називається «звільнення Сайгона». 1976 року, після створення єдиної Соціалістичної Республіки В'єтнам, місто Сайгон (у тому числі Чолон), провінція Гіядінь і два приміські райони двох сусідніх провінціях були об'єднані для створення адміністративної одиниці, міста Хошимін, названого на честь покійного лідера комуністів Хо Ші Міна. Колишня назва Сайгон досі широко використовується серед в'єтнамців, особливо неформально.

## Населення
| Чисельність населення |           |
| Рік                   | Населення |
| 1995                  | 4,640,400 |
| 1996                  | 4,747,900 |
| 1997                  | 4,852,300 |
| 1998                  | 4,957,300 |
| 1999                  | 5,073,100 |
| 2000                  | 5,274,900 |
| 2001                  | 5,454,000 |
| 2002                  | 5,619,400 |
| 2003                  | 5,809,100 |
| 2004                  | 6,007,600 |
| 2005                  | 6,230,900 |
| 2006                  | 6,483,100 |
| 2007                  | 6,725,300 |
| 2008                  | 6,946,100 |
| 2009                  | 7,196,100 |
| 2010                  | 7,378,000 |
| 2011                  | 7,521,100 |
| 2012                  | 7,750,900 |
| 2013                  | 7,818,200 |
| 2014                  | 7,955,000 |
| 2015                  | 8,244,400 |
| 2016                  | 8,426,100 |
| Джерело:              |           |

Населення міста становить 8 426 100 мешканців (оцінка 2016 року). Більшість населення Хошиміну складають етнічні в'єтнамці (близько 93,52 %). Друга за чисельністю етнічна група міста — хоа (5,78 %). Хоа говорять кількома діалектами китайської мови, включаючи кантонський, чаошаньський, хайнаньський і хакка; мандаринська мова використовується набагато рідше. Інші етнічні меншини: кхмери (0,34 %) і чами (0,1 %).
Буддизм Махаяна, даосизм і конфуціанство — найбільш поширені релігії. У Хошиміні також живе досить багато католиків (близько 10 % населення міста).

## Райони
Офіційно Хошимін поділений на 24 райони, з яких 19 вважаються міськими, а 5 сільськими повітами. У цьому більшість районів позначено не назвами, а порядковими номерами.

### Район №1
Район № 1 називають по-різному: діловий центр, «серце» міста а бо ж ще «комерційним ядром» В'єтнаму. Безсумнівно, це важлива частина міста, адже саме тут розташовані банки, консульства, готелі, офіси, клуби і кращі кав'ярні міста. Окрім того, тут  знаходиться ринок Бен Тхань, на якому можна придбати: рибу і морепродукти, вироби зі шкіри, косметика та прикраси, чай та каву, спеції та лікувальні трави, свіжі, в'ялені, сушені овочі та фрукти, глиняний, керамічний, фарфоровий посуд, посуд з кокосу, одяг та взуття, тканини, побутову техніку та електроніку, ювелірні вироби із золота, срібла та дорогоцінних каменів, вироби з дерева і різноманітні сувеніри, включаючи магнітики та брелки. Цей ринок функціонує як вдень, так і вночі.
Саме тут знаходяться основні пам'ятки, як-от: Собор Сайгонської Богоматері (Nhà thờ Đức Bà Sài Gòn), Прогулянкові вулиці Буі В'єн (Phố đi bộ Bùi Viện) та Нгуєн Хуе (Phố đi bộ Nguyễn Huệ), Маєток Зя Лонг (Bảo tàng Thành phố Hồ Chí Minh), хмарочос Бітексо (Tháp Bitexco Financial Tower). Також на території Району № 1 знаходяться Пристань Бах Данг, Парк Ба Сон Порт, Ле Ван Там Парк, Зоопарк та Ботанічний сад.
Незважаючи на модернізацію району, тут можна помітити багато елементів національного повсякденного життя в'єтнамців.
Район розташований за 6 км на південь від міжнародного аеропорту Таншоннят, займає площу 7,7 км². Населення становить близько 205 000 осіб. Межує з районами 3, 4, 5, Бінь Тхань та каналом Тхі Нге.

### Район №2
Історично район № 2 був одним із найбідніших районів міста. Пояснюється це відмежованістю району річкою Сайгон. Однак зараз завдяки масштабній модернізації міста та його стрімкому розвитку він вважається одним із найекслюзивніших районів Хошиміна.
Це найбільш привабливе місце для сімейних пар, мігрантів із Заходу та багатих в'єтнамців. Тут є все, що потрібно для комфортного проживання: ресторани, ринки, тренажерні зали, міжнародні школи (наприклад, Британська міжнародна школа, Монтесорська міжнародна школа, Американська школа, Сайгонська зіркова міжнародна школа, Європейська міжнародна школа, Австралійська міжнародна школа), ко-воркінги, та широкий асортимент вуличної їжі. Район № 2 називають «бульбашкою», адже мешканці не хочуть і не мають потреби виходити за її межі.
Тут розташовані: Центр сучасного мистецтва «Фабрика», Кільцева дорога Фу Хуу (Vòng xoay Phú Hữu), Кат Лаі Порт, Ринок Аннам, Пагода Хюе Нгіем, Saigon Outcast — ресторан, де проводяться різноманітні фестивалі, культурні події.
Район № 2 знаходиться в 20 хвилинах їзди від Району № 1. За останнім переписом населення, кількість мешканців становить 141 621 особу. Загальна площа складає 50 км².

### Район №3
Створений у грудні 1920 року, це був один із перших районів Сайгону.
Район № 3 добре відомий своєю колоніальною архітектурою, численною кількістю ресторанів, храмів, парків та продавцями вуличної їжі. Це живе втілення поєднання старого і нового, інфраструктури для бідних та багатих. Тут можна знайти житло будь-кому, саме тому тут особлива атмосфера — люди будь-яких сфер проживають в районі № 3.
Що подивитись: Музей відзвуків війни, Палац возз'єднання, Церква Тан Дінь (Рожева церква), Пагода Ха Лой, Пагода Він Нгієм, Село Тао Дієн.
Населення становить близько 188 945 осіб, а загальна площа становить лише 5 км² . Межує з районом № 1, районом Фу Нхуан, районом № 10 і районом Тан Бінь.

### Район №4
Район № 4 являє собою трикутну бухту, оточений річками та каналами. Межує з річкою Сайгон і містом Ток на північному сході, річкою Бан-Нге і районом № 1 на північному заході, а також каналом То і районом № 7 на півдні.
Під час французької колонізації відомий як Xom Chieu and Khanh Hoi. Один з найдоступніших районів для нових експериментів у їжі. Хошимін — місто відоме своїми вуличними ресторанчиками, тож аби знайти найкраще місце — варто шукати в районі № 4.
Район № 4 має свою в'єтнамську індивідуальність, тут можна зануритись у культуру країни з головою. Попри це, він почав розбудовуватись, влада активно сюди залучає молодих фрілансерів  та підприємців-початківців. Одним із таких коворкінг-спейсів є Circo.
За останнє десятиліття в районі 4 було побудовано ряд великих багатоквартирних будинків, зокрема Rivergate Residence, Millenium, Galaxy 9 та Icon 56.
Тут зосереджені: Вінь Кхань (зона вуличної їжі), Бен Ван Дон (зона вуличної їжі), Пристань Дракона (колишній торговий порт, який став муз5є, XQ Art House (традиційне в'єтнамське шовкове ткацтво)
.Станом на 2010 рік в районі проживало 183 261 особа, а загальна площа — 4 км² — що є найменшою серед усіх районів міста.

### Район №5
Район відомий своєю багатою культурною китайською спадщиною.
Під час Свята середини осені багато людей відвідують вулицю ліхтарів в китайському кварталі, розташовану на Луонг Нху Нгок.
Деякі мігранти називають цей район домом через викоску доступність оренди житла.
Тут є: Чолон, китайський квартал міста Хошимін, Готель Windsor Plaza (5 зірок), нині найвища будівля в районі № 5,Вулиця Фу Дін, Пагода Тьєн Хау, Пагода Там Сон Хой Куан, Історичний квартал Hải Thượng Lãn Ông (продає китайські та в'єтнамські трави), Аквапарк Đại Thế Giới, 5 районний центр культур, Ринок Kim Biên (продаж хімічних речовин), Ринок Đông.
Станом на 2010 рік населення району становило 174 154 особи. Район займає площу 4,27 км². Межує з районами № 1, № 4 і № 6.

### Район №6
Район № 6 — це інша частина китайського кварталу Чолон. Щоправда лише близько 1/3 місцевого населення — китайці, решта — в'єтнамці.
Ринок Bình Tây, є найпопулярнішою визначною пам'яткою для туристів у районі № 6. На відміну від туристичного Bến Thành Market, Bình Tây пропонує більш автентичні й зручні покупки. Тут можна знайти все, що місцеві жителі використовують, одягають і їдять, серед барвистих кіосків із різноманітними предметами. Він пропонує широкий вибір сувенірів для покупки, від елегантного áo dài (в'єтнамського національного вбрання) до символічного nón lá (конусоподібних капелюхів), але для тих, хто хоче побачити ще більш ширший вибір — можна відвідати маленьке ремісниче село на алея 1017 Hồng Bàng street.
Ремісники та їхні родини, які проживають тут, присвятили все своє життя створенню виробів ручної роботи, таких як статуї Будди та інші маленькі декоративні дрібнички, більшість із яких мають релігійне значення Деякі  традиції передавалися з покоління в покоління протягом століть.
У той час як багато стародавніх храмів у цьому місті були відреставровані з бетону та неону, Гіак Хаі зберіг більшість свого оригінального обладнання. Цей храм є унікальною цікавинкою: тоді як майже всі храми в цьому районі були натхненні китайською архітектурою, Гіак Хай більше нагадує католицьку церкву.
У театрі Трінь Кім Чі можна побачити сцени з китайського та в'єтнамського фольклору.
Окрім того, тут знаходиться великий квітковий ринок, де можна пофотографувати.
Популярні місця району: пагода Гіач Хаі, пагода То Ан і пагода Тхіен Дак, Ринок Bình Tây, Театр Трінь Кім Чі.
Станом на 2010 рік населення району становило 253 474 особи, а площа — 7 км². Район 6 межує з округом 11 і районом Тан Фу на півночі, районом 5 на сході, округом 8 на півдні і районом Бін Тан на заході.

## Освіта
У місті розташовано понад 80 університетів і коледжів, де навчається в цілому понад 400 000 студентів. Найбільш відомі університети:
- В'єтнамський національний університет (близько 50 000 студентів),
- Технологічний університет,
- Університет соціальних і гуманітарних наук,
- Міжнародний університет,
- Університет економіки та права;
- Університет інформаційних технологій.

Інші значні вищі навчальні заклади:
- Університет педагогіки,
- Університет економіки,
- Університет архітектури,
- Університету Нонг Лам (колишній Університет сільського та лісового господарства),
- Юридичний університет,
- Медичний університет,
- Університет технічної освіти,
- Університет банківської справи,
- Університет промисловості,
- Відкритий університет,
- Університет спорту і фізичного виховання,
- Університет образотворчих мистецтв,
- Університет культури,
- Консерваторія,
- Університет Ванн Лан,
- Університет Сайгона,
- Університет Хоа Сен.

## Транспорт
Аеропорт Тан Сон Нхут обслуговує регулярні авіарейси компанії Ейр В'єтнам до інших внутрішніх центрів країни та компанії Air France до Парижа. У Хошиміні розташовані штаб-квартири авіакомпаній Vietnam Air Services Company, Jetstar Pacific Airlines, Airports Corporation of Vietnam і центр операцій компанії VietJet Air.

## Галерея

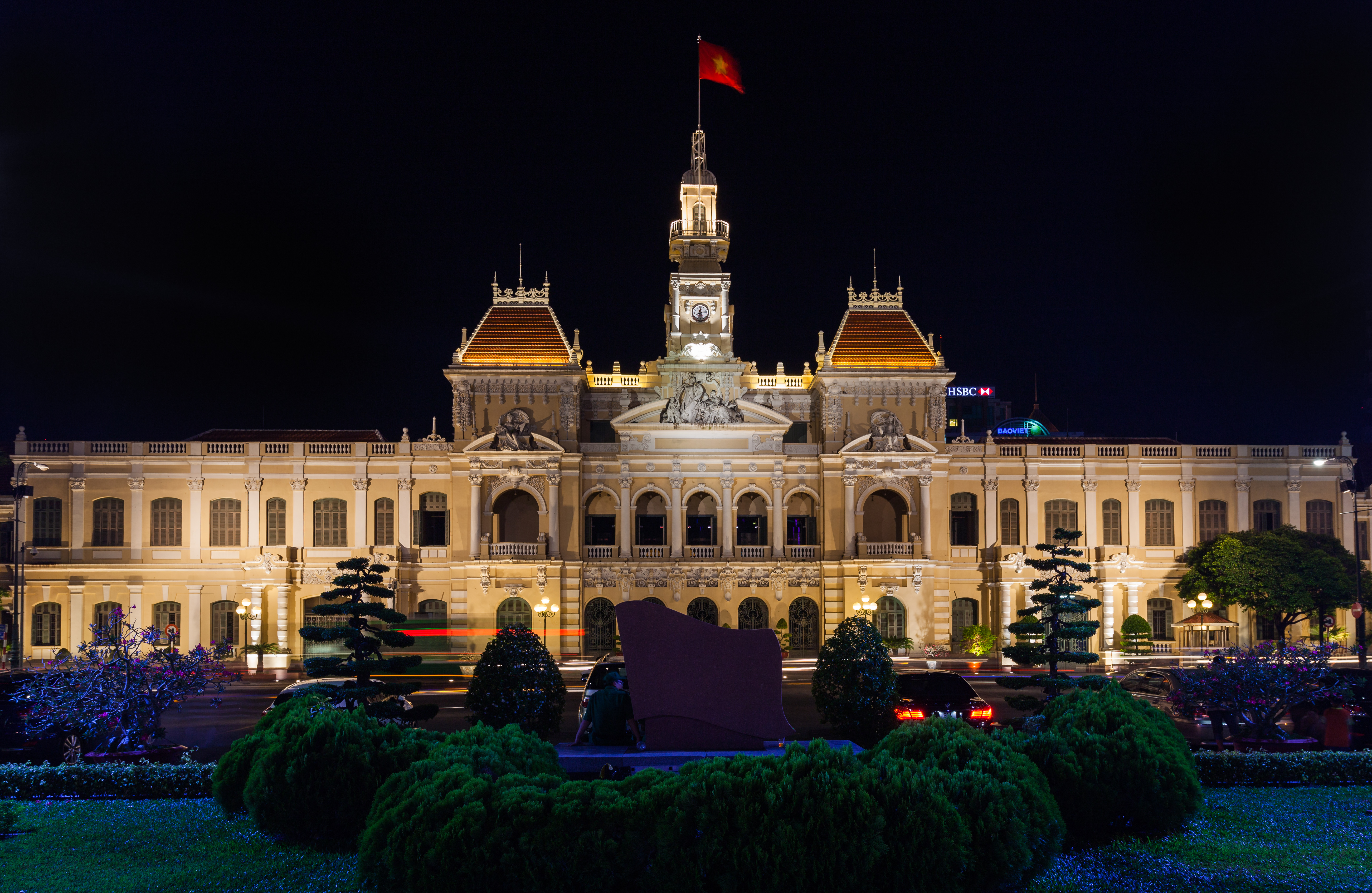
Ратуша
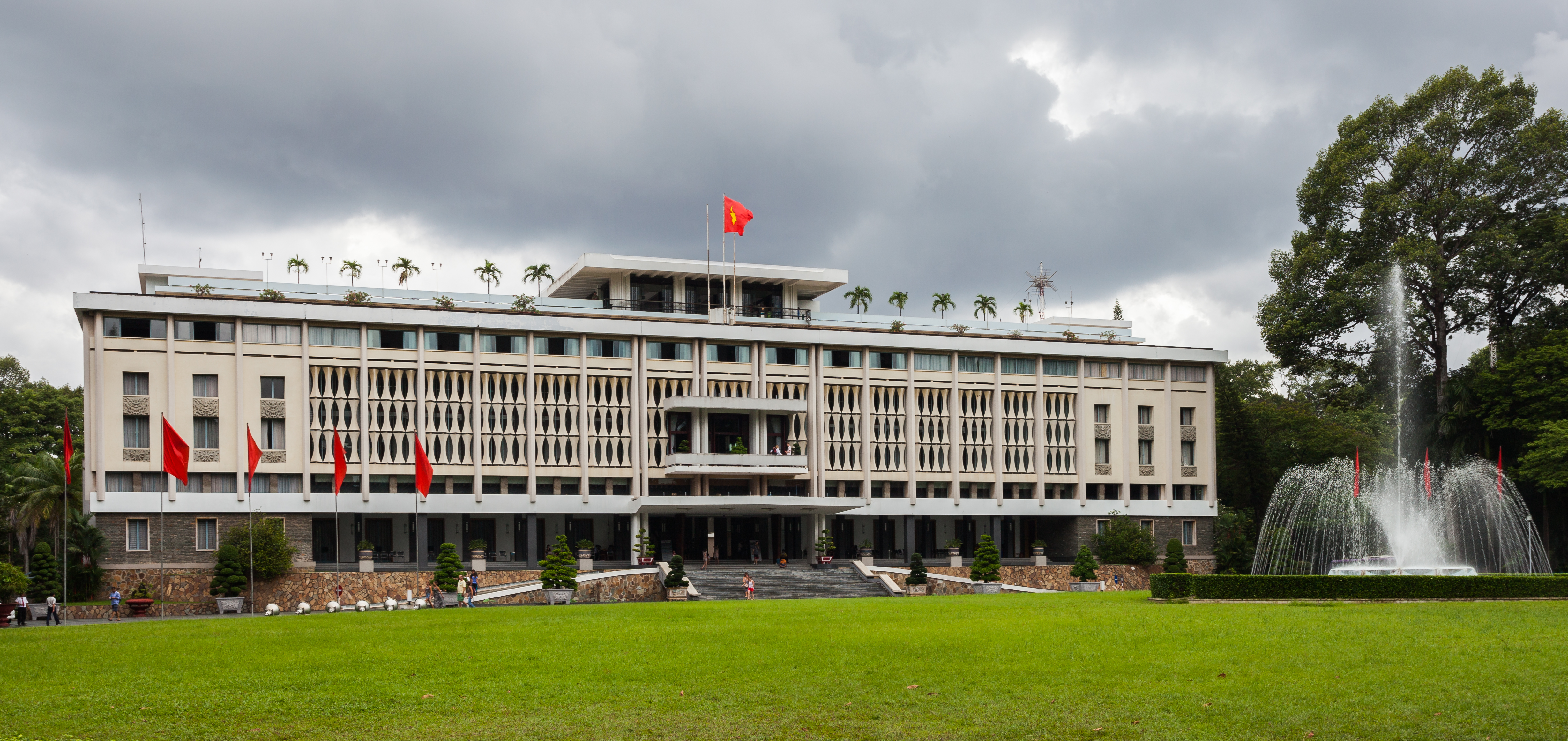
Палац возз'єднання
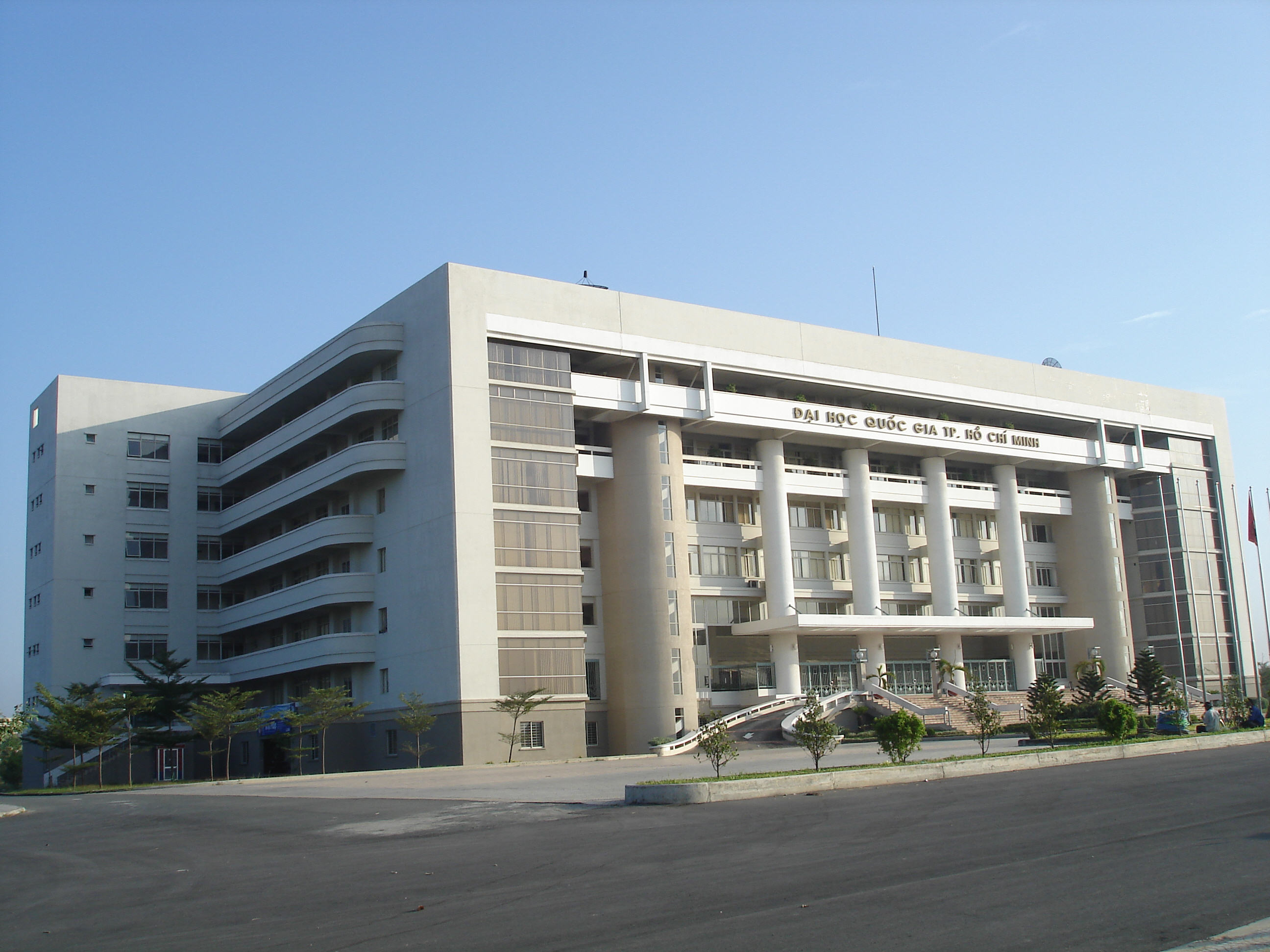
Національний університет В'єтнаму
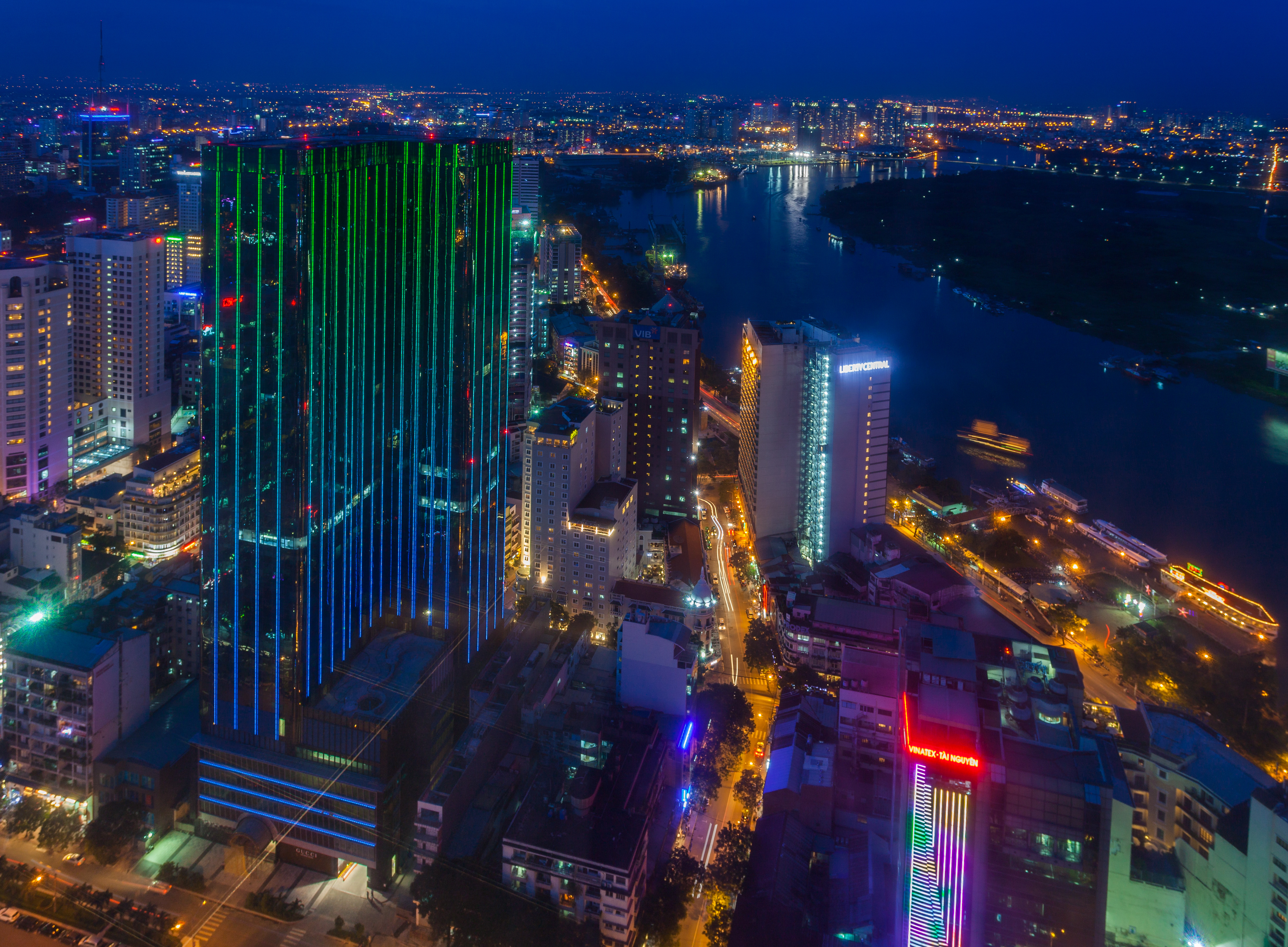
Хошимін вночі
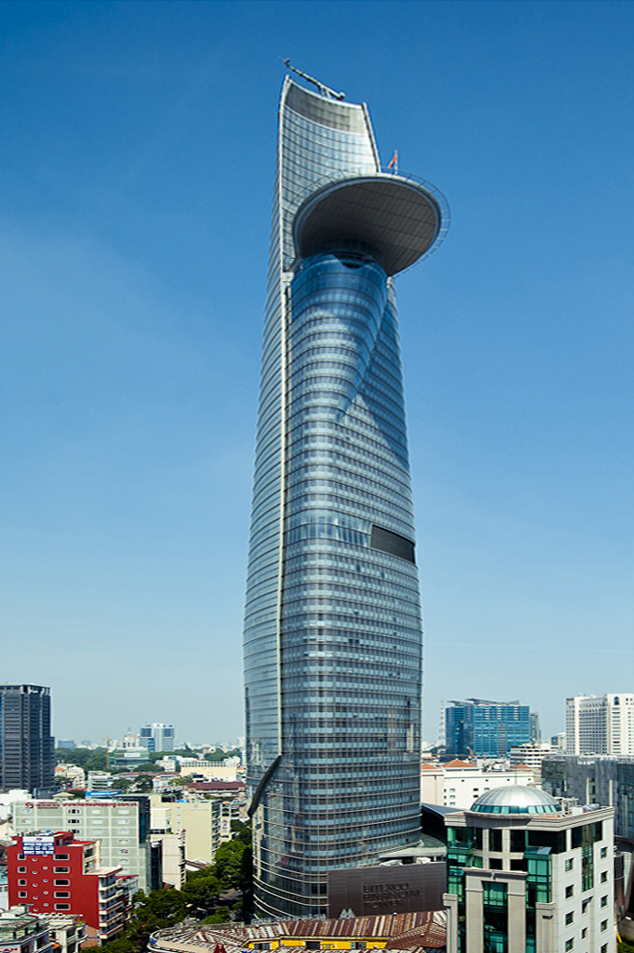
Фінансова башта Bitexco
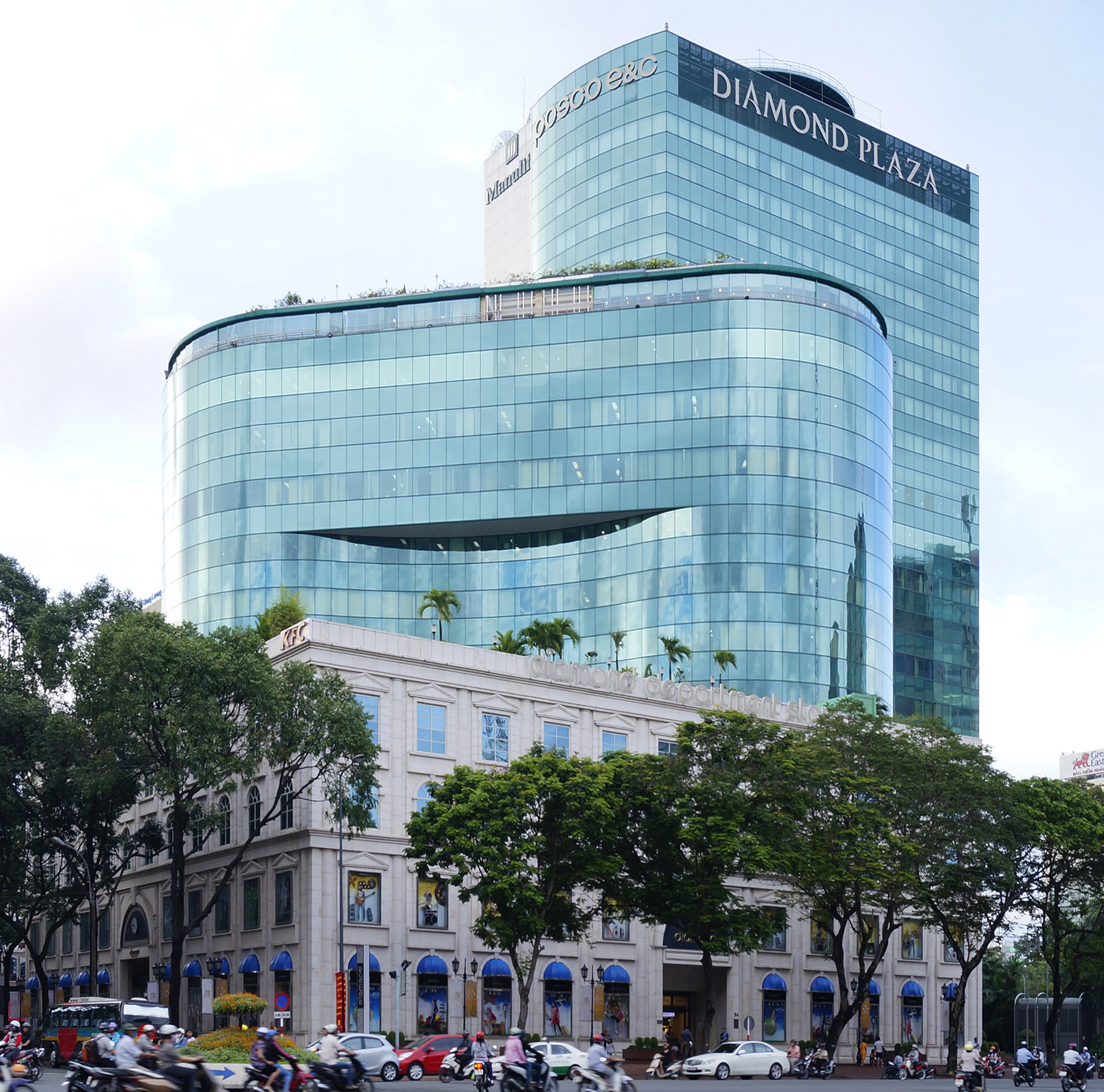
Торговий центр Diamond Plaza
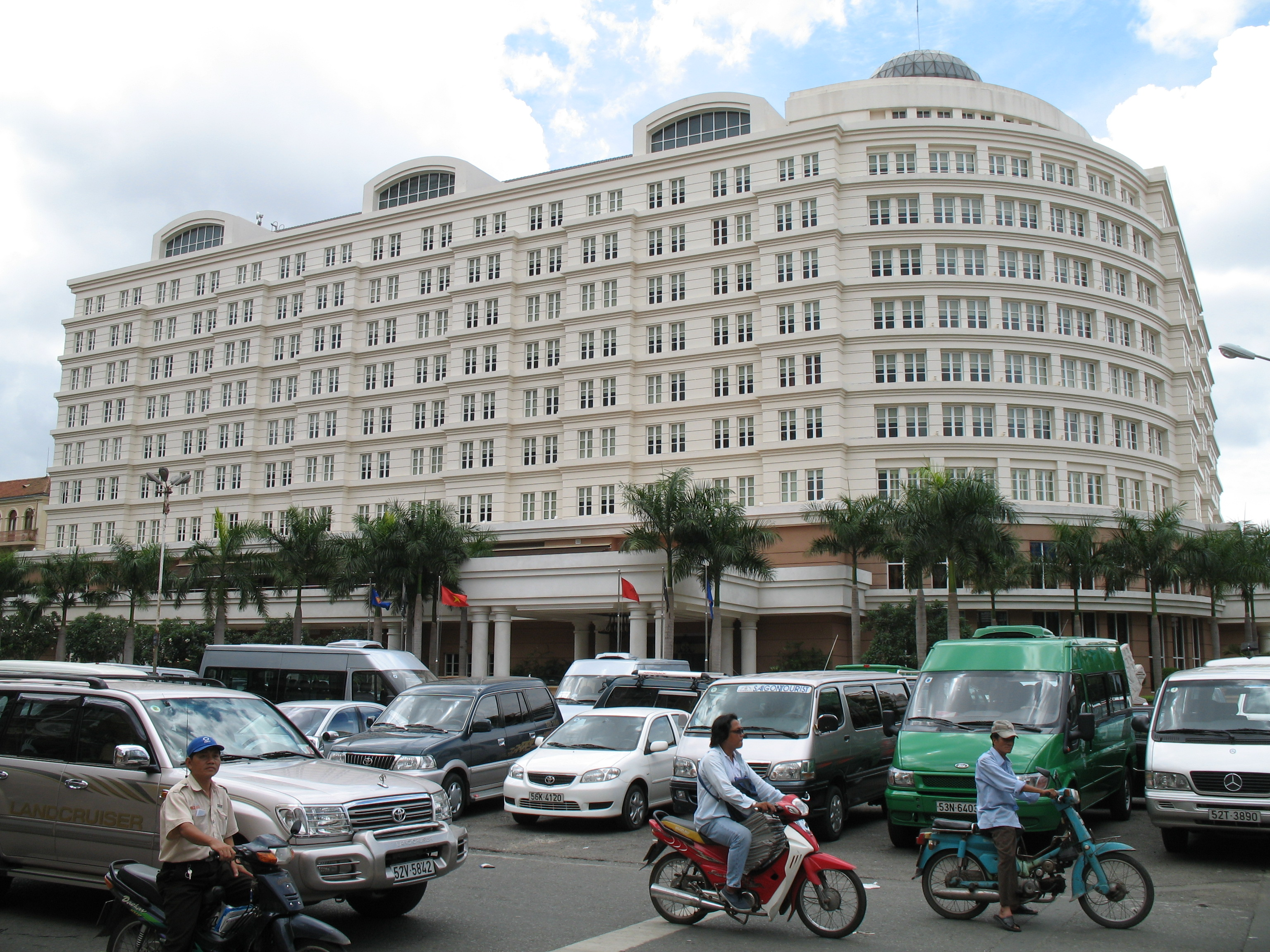
Готель Park Hyatt
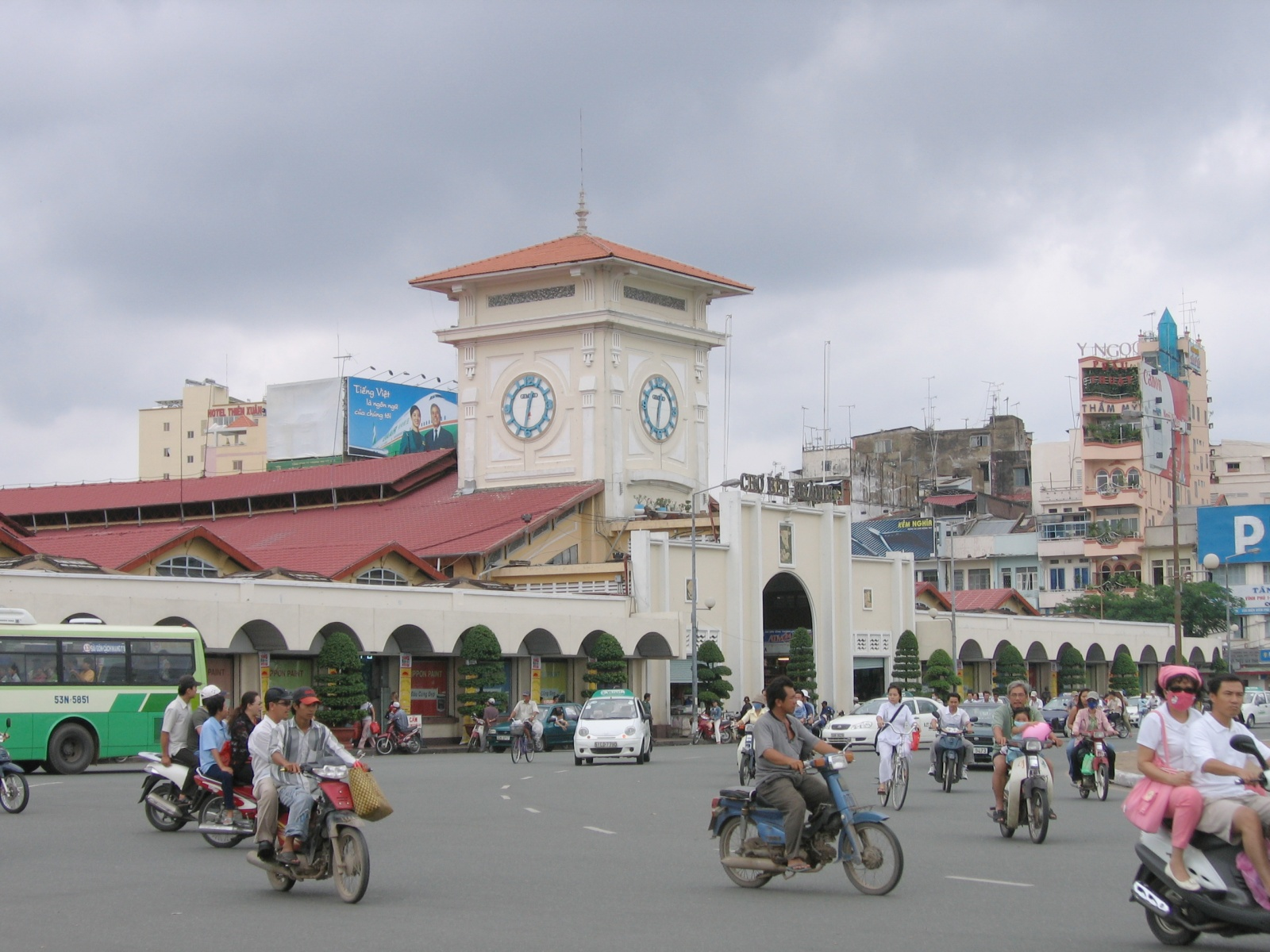
Ринок Бен Тхань
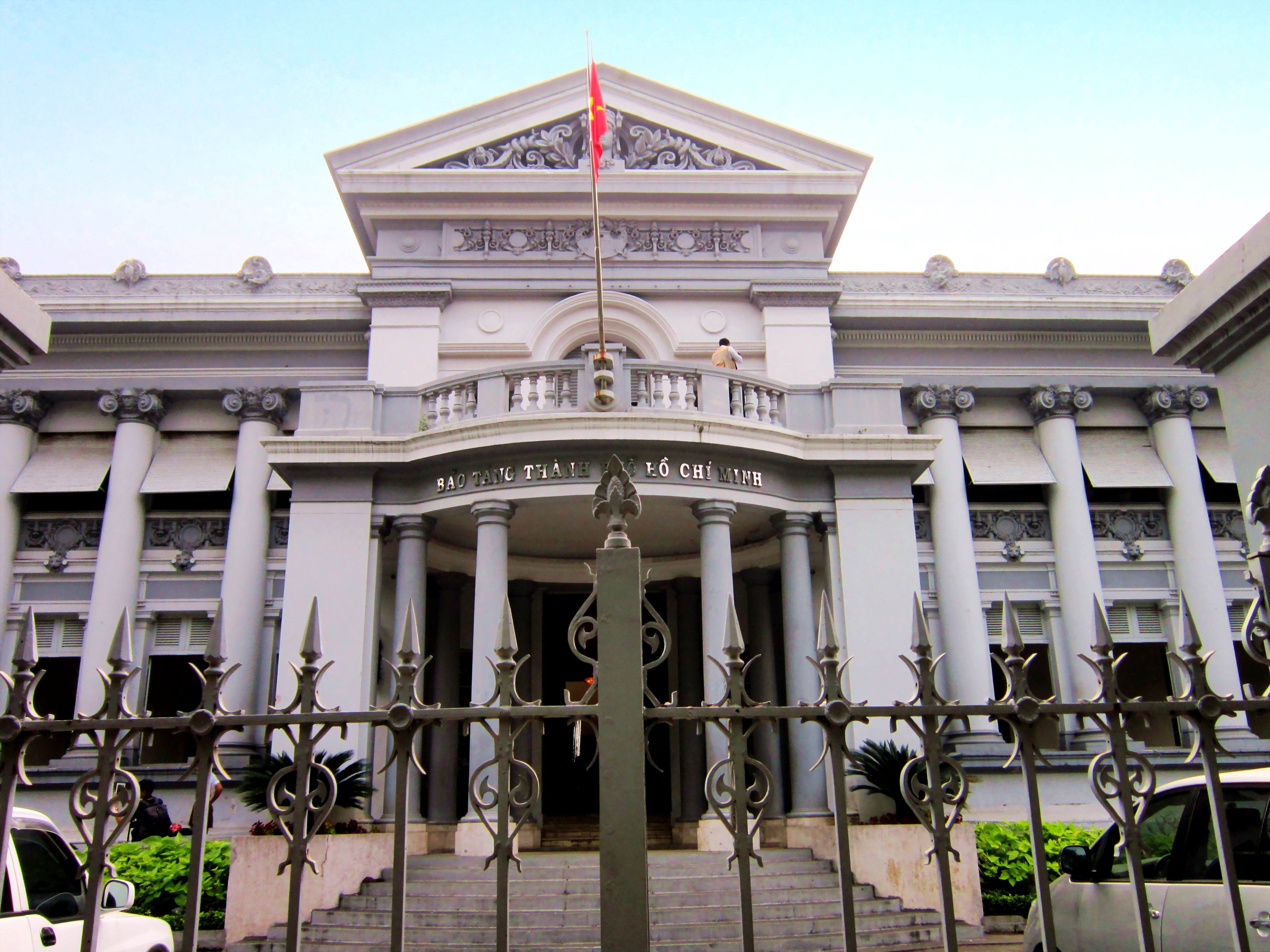
Музей міста Хошимін
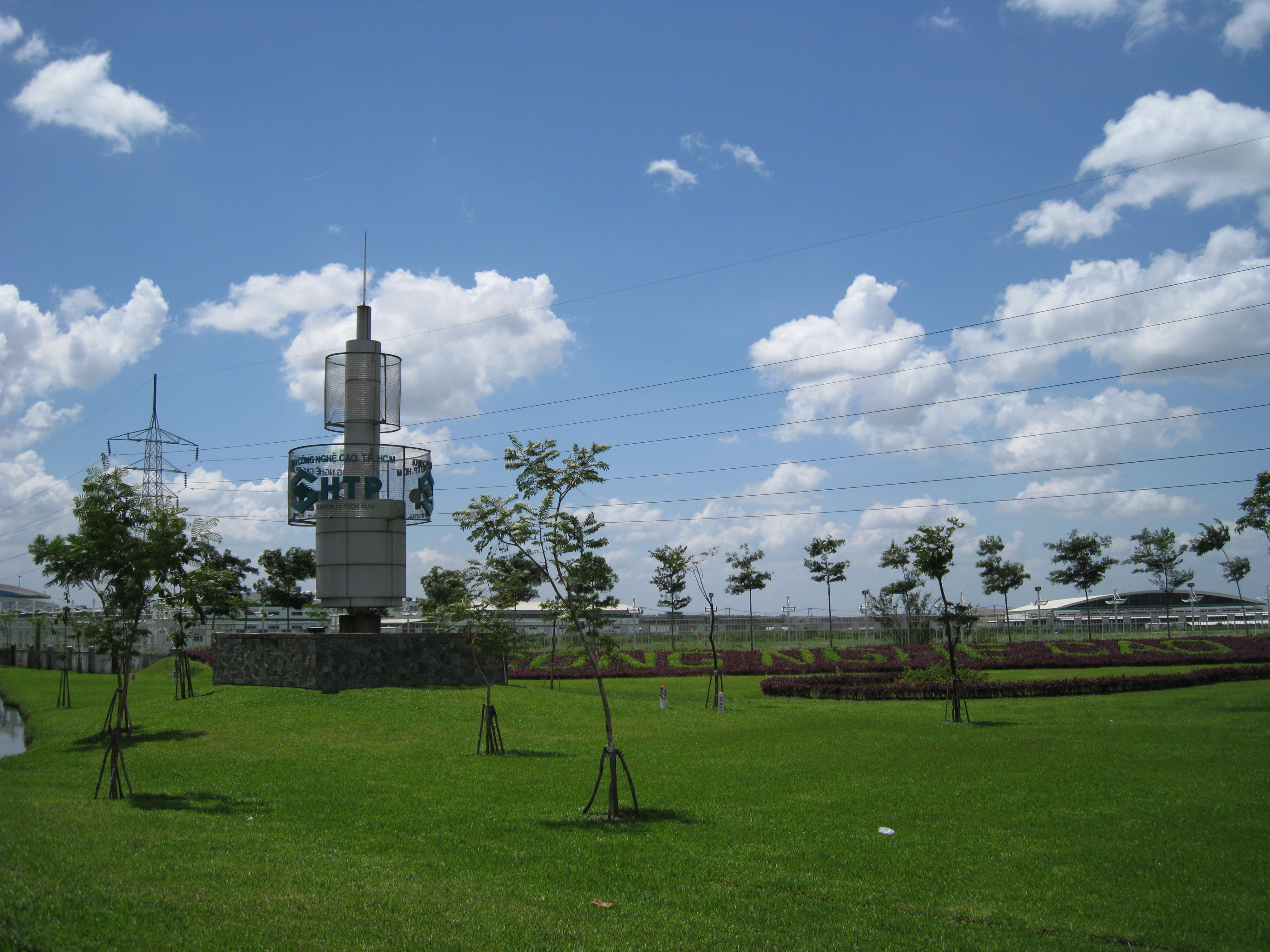
Хай-тек парк
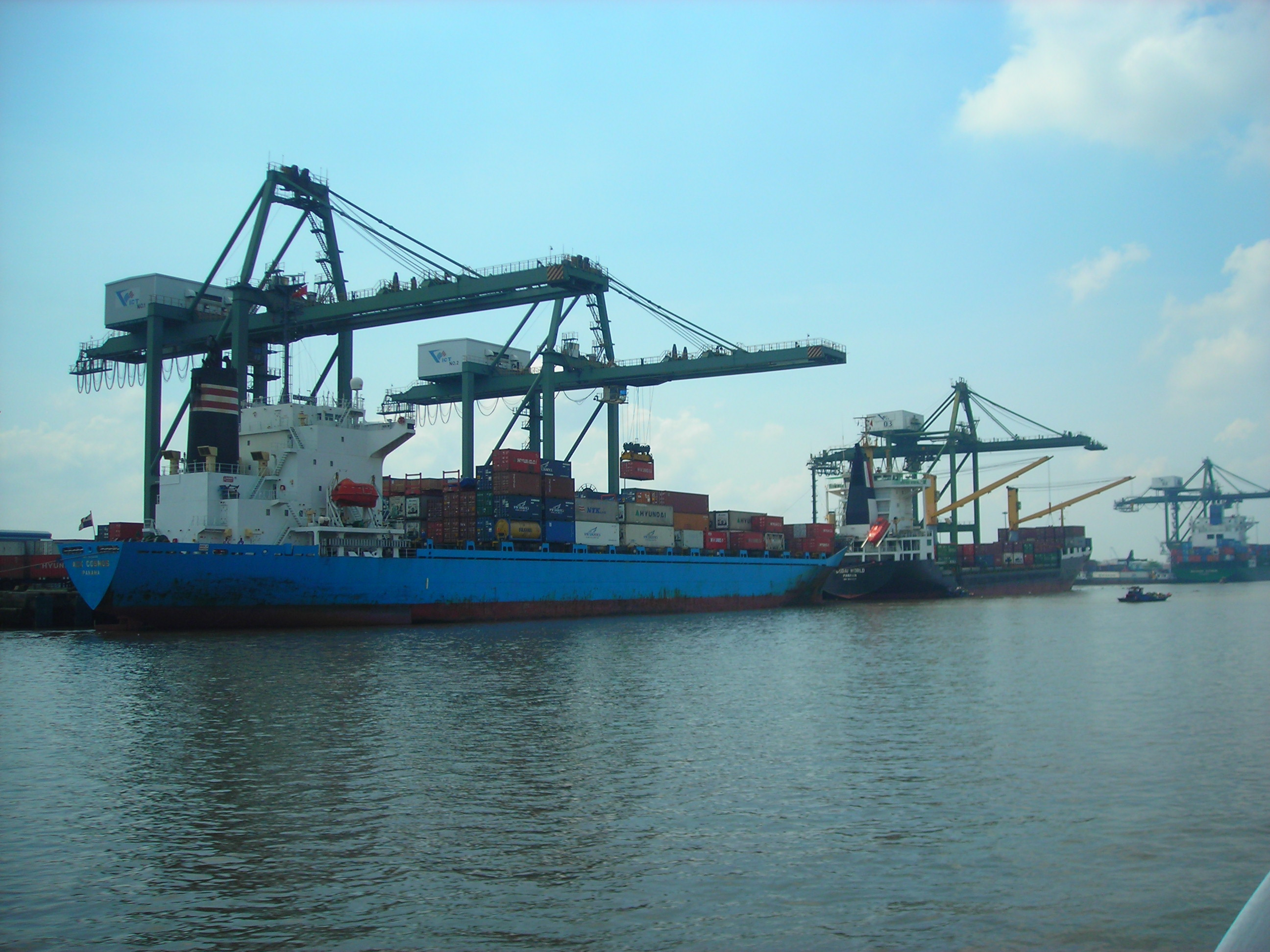
Порт
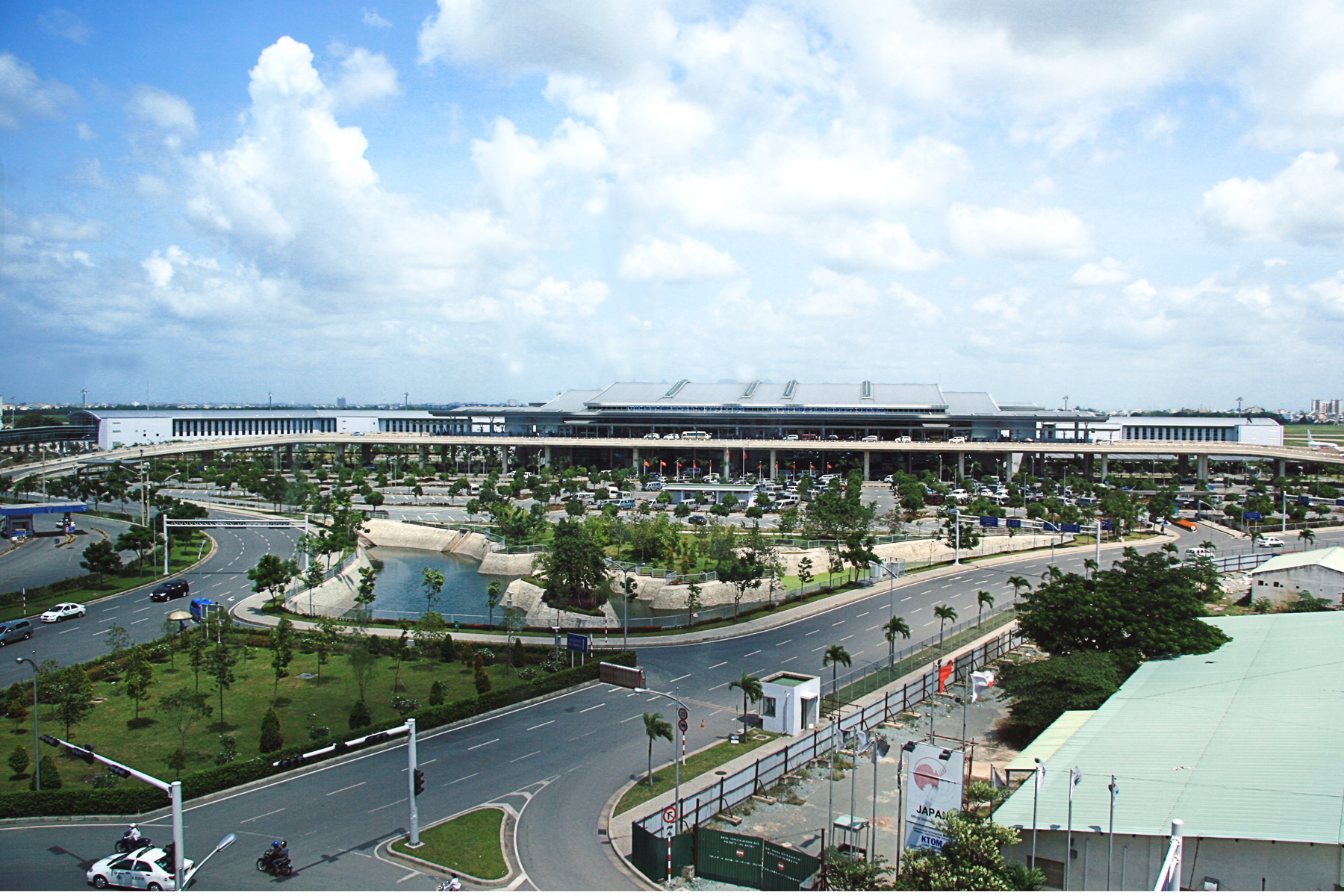
Міжнародний аеропорт Тан Сон Нхут
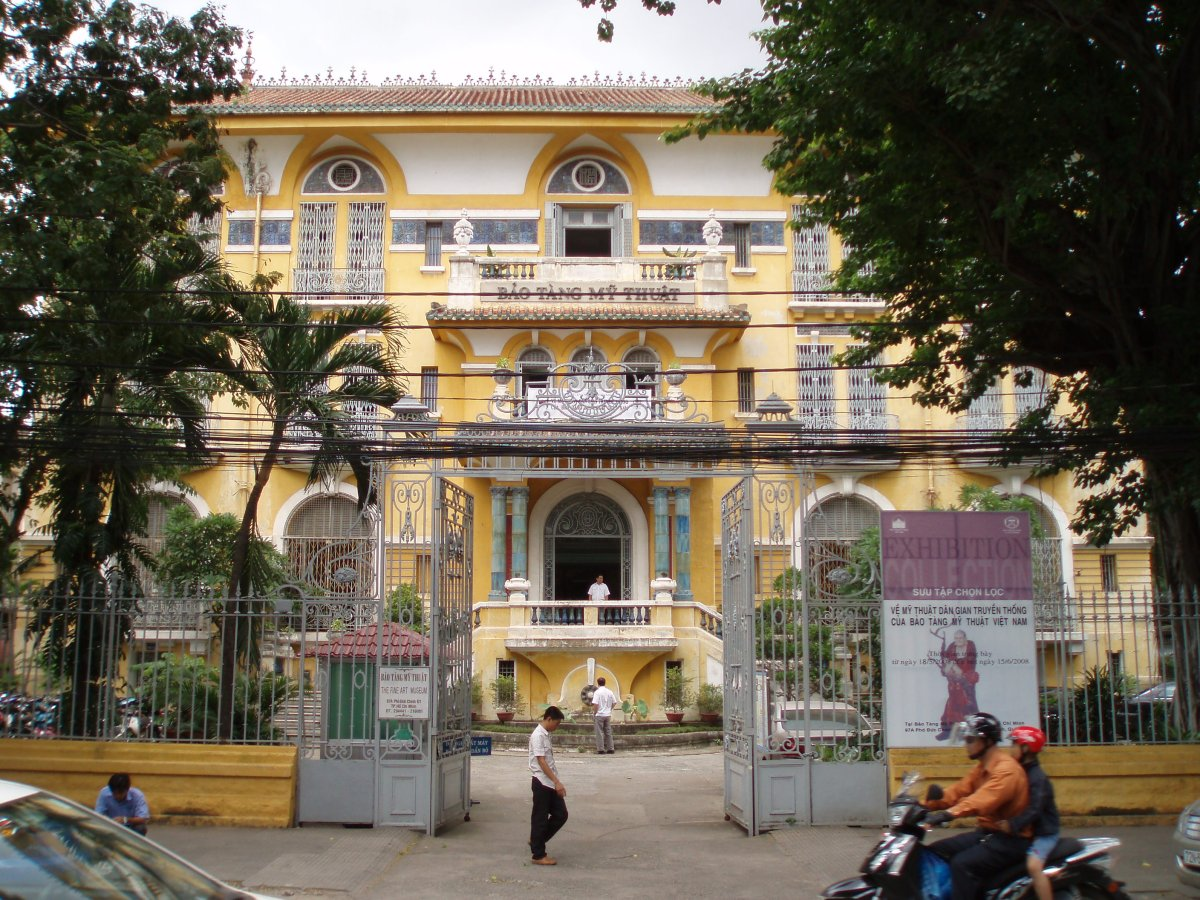
Музей образотворчих мистецтв
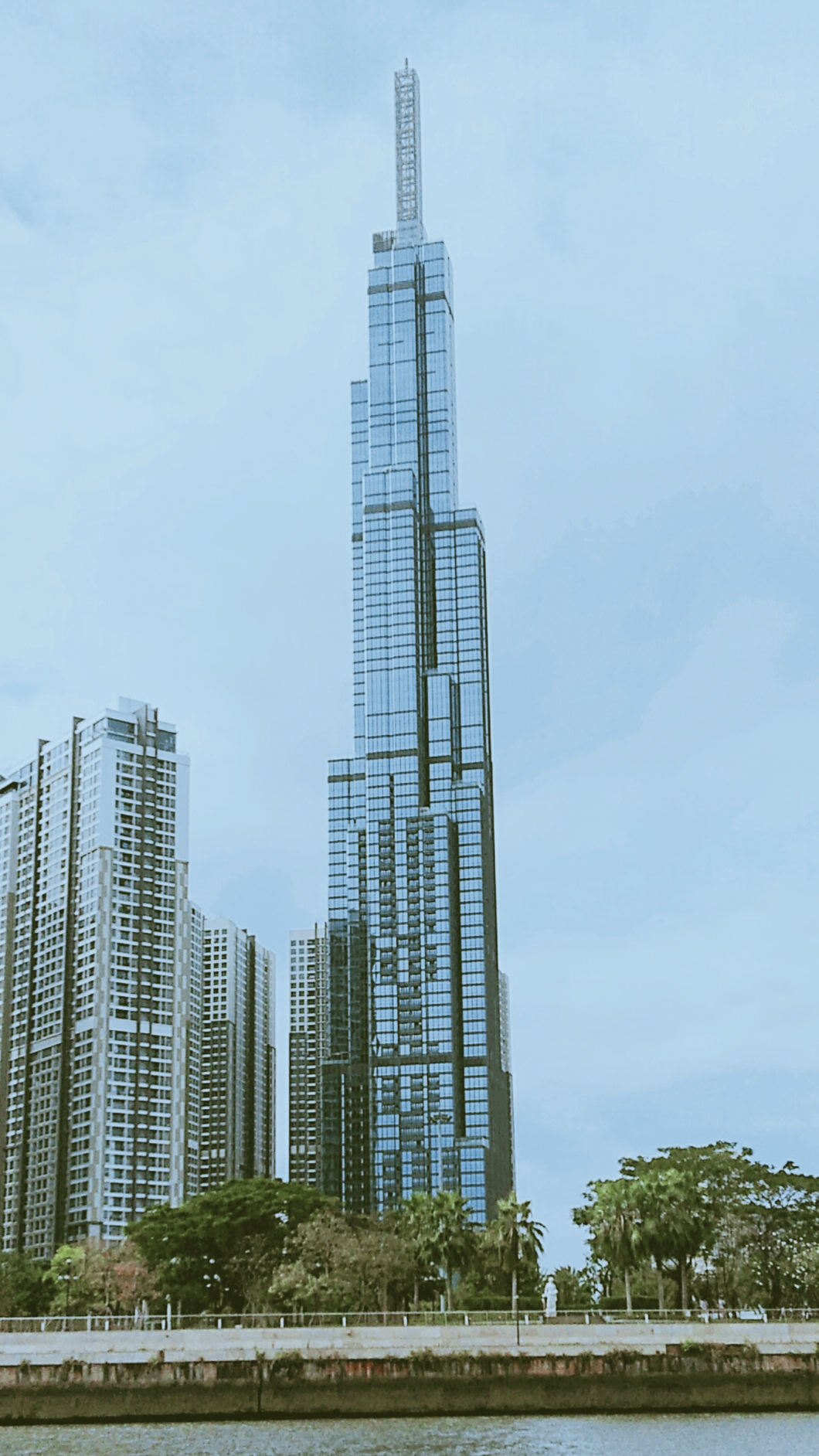
Landmark 81 - найвищий хмарочос в Азії.